# 차가평역
차가평역(車家坪驛)은 조선민주주의인민공화국 자강도 만포시에 위치한 북부내륙선의 철도역이다. 어쩌면 서류상에만 존재하는 역일 가능성도 있다.